# (38495) 1999 TP119
1999 TP119 (asteroide 38495) é um asteroide da cintura principal. Possui uma excentricidade de 0.02784170 e uma inclinação de 2.33475º.
Este asteroide foi descoberto no dia 4 de outubro de 1999 por LINEAR em Socorro.